# 肖伯勒 (北卡羅萊納州)
肖伯勒（英語：Shawboro）是位於美國北卡羅萊納州柯里塔克縣的非建制地區。

## 歷史
肖伯勒的郵局自1883年營運至今。

## 地理
肖伯勒所處的海拔為高於海平面5米（即16英呎），而該地所採用的時區為UTC-5，即北美东部时区（EST）。同時該地設有夏令時間，為UTC-5調快一小時，即UTC-4（EDT）。